# Association sportive hautmontoise
L'Association sportive hautmontoise, abrégée en AS Hautmont, est un club de football français basé dans la ville de Hautmont dans le département du Nord évoluant en Régional 2 à la suite de son titre de régional 3 obtenu lors de la saison 2021-2022.
À la suite de la saison 2022-2023 le club est relégué en R3 en terminant neuvième avec 30 points sur 12 équipes.

Le club est affilié à la Ligue du Nord-Pas-de-Calais de football sous le numéro 500455. Ses couleurs sont bleu-blanc-rouge. L'AS Hautmont dispose de trois terrains de football : le stade Jean Damien, le stade Saint Exupéry et le stade Dembiermont.
Le capitaine actuel de l'équipe première est l'ancien joueur professionnel Mickaël Seoudi.
Mickael Seoudi quitte le club a l issu de la saison 2022-2023

## Historique
L'AS Hautmont est créée en 1911. Le club prend le statut professionnel en 1936 pour participer au championnat de France de Division 3 1936-1937. Après avoir obtenu la sixième place, Hautmont monte en deuxième division et se classe cinquième de la poule Nord de la Division 2 1937-1938, puis 21e sur 23 en Division 2 1938-1939. Le club n'est pas relégué mais la Seconde Guerre mondiale interrompt le championnat suivant.
Après la guerre, le club ne reprend pas le statut professionnel. Il monte en championnat du Nord-Pas-de-Calais de football, appelé Division d'honneur (DH), en 1950-1951 et y obtient notamment une quatrième place en 1955. Le club atteint les 32e de finale de la Coupe de France de football 1957-1958, s'inclinant 3-1 contre le Racing Club de Strasbourg à Charleville. Hautmont est aussi éliminé à ce stade de la compétition par le Racing club de Fontainebleau lors de la Coupe de France de football 1958-1959.
Hautmont quitte la Division d'honneur pour le championnat inférieur en 1965. Il retrouve l'élite régionale en 1969-1970 puis redescend en 1971. L'AS hautmontoise atteint à nouveau la DH entre 1975-1976 et 1978-1979. Dans les années 1990 et à partir de la saison 1991-1992, Hautmont dispute régulièrement le championnat du Nord-Pas-de-Calais de football, accrochant par exemple une quatrième place en 1996. La saison 1998-1999 est la dernière du club dans l'élite du football régional en Nord-Pas-de-Calais.
La ville de Hautmont est touchée par une tornade le 4 août 2008. Une grande partie du matériel du club est détruit à cette occasion et le stade Jean Damien, utilisé par la majorité des équipes du club, est hors d'usage.

## Entraîneurs
Depuis 22 ans, l'équipe est entrainée par Nouari Lalami, coach principal.
| - 1936-1938: Raymond Demey - 1938-1939: Pierre Parmentier |

1999 Nouari Lalami